# 桑山元如
桑山 元如 (くわやま もとゆき)は、江戸時代中期の旗本。

## 経歴
桑山直晴の三男として生まれ、桑山元武の養子となる。享保20年（1735年）9月19日、西ノ丸書院番に列する。延享4年（1747年）9月25日、養父・元武に先立って44歳で死去。

## 系譜
- 実父：桑山直晴
- 実母：藤堂良直の娘
- 養父：桑山元武
- 養母：桑山元稠の娘
- 長女
- 長男：桑山貞因 - 桑山元武の養子